# 札幌市立月寒小学校
札幌市立月寒小学校（さっぽろしりつ  つきさむしょうがっこう）は、北海道札幌市豊平区月寒西2条5丁目にある市立小学校。

## 沿革
- 1882年 - 月寒小学校開校。
- 1887年 - 尋常小学校となる。
- 1904年 - 焼山に分教場が開設され、一部生徒が移転。
- 1925年 - 校旗、校歌制定。
- 1941年 - 国民学校となる。
- 1948年 - 新校章制定。
- 1951年 - 新校歌制定。
- 1954年 - 給食開始。
- 1955年 - 美園小学校開校に伴い、学区の変更。
- 1959年 - 豊園小学校開校に伴い、学区の変更。
- 1960年5月1日 - 豊平町の札幌市との合併に伴い、札幌市立月寒小学校と改称。
- 1966年 - 月寒東小学校開校に伴い、学区の変更。
- 1968年 - 羊丘小学校開校に伴い、学区の変更。
- 1970年 - 特殊学級の開設。
- 1974年 - 現在の校舎が完成。
- 1976年 - 南月寒小学校開校に伴い、学区の変更。
- 1977年 - 情緒障害学級開設。
- 1982年 - 開校100周年。記念集会を開催（5月）。
- 2011年 - 開校130周年。式典、祝う会を開催。
- 2015年 - 校歌、月寒の少年（鎮魂歌)を在学生で再録音。この録音に伴い、放送機器も更新。
- 2018年 - 中の島小学校の給食室新設に伴い、月寒小学校の給食は中の島小学校で調理されるようになる。

## 概要

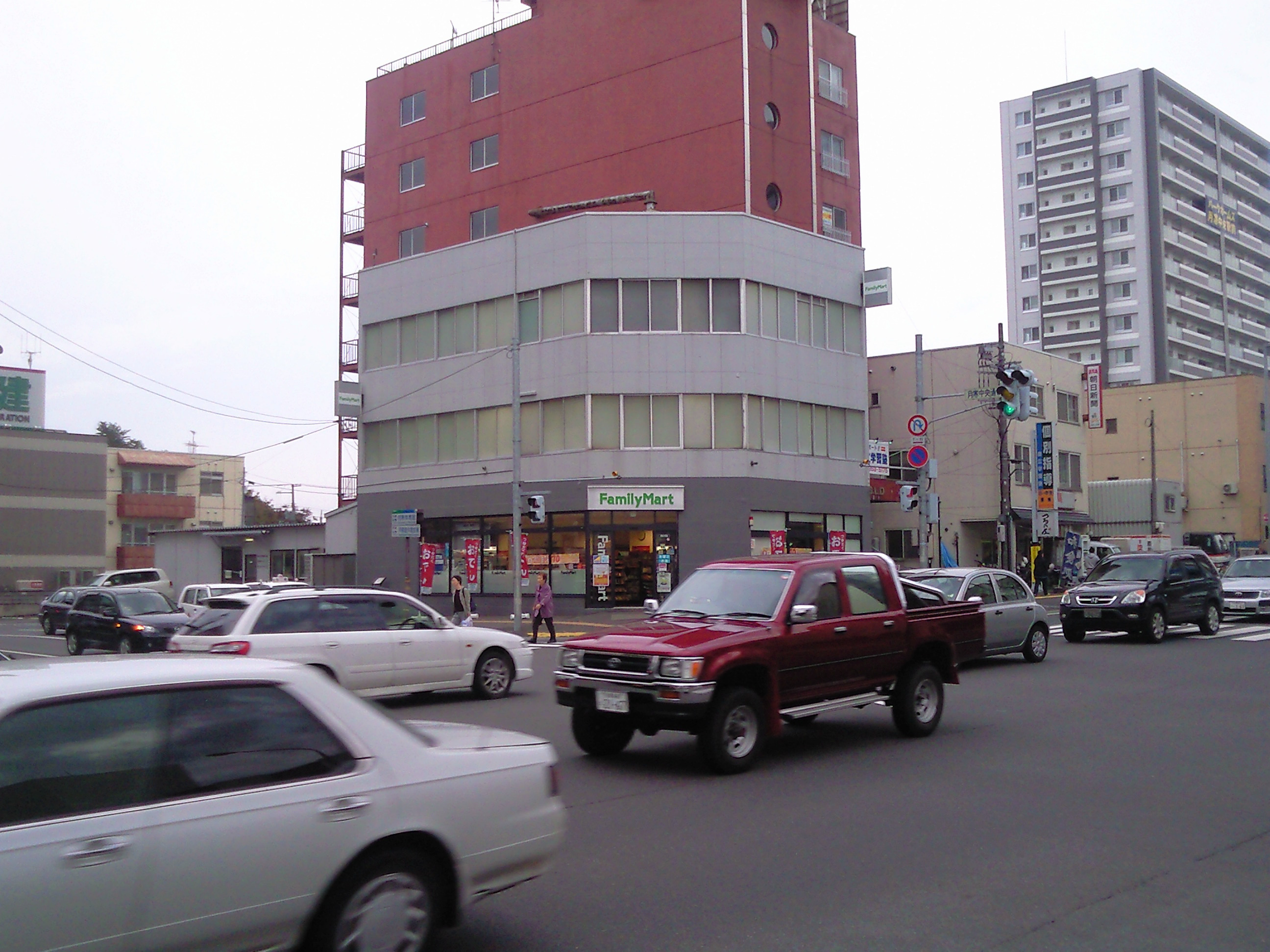
現在はファミリーマート月寒中央店になっている旧月寒村副戸長宅（月寒中央通8丁目）

開拓使時代の1878年、旧月寒村副戸長の岩瀬末治により、同人宅敷地（現在の月寒中央通8丁目4-1）内に開設した月寒地区の子供を対象にした月寒村教育所を前身とする。